# Комендантский час (фильм)
«Комендантский час» — советский кинофильм 1981 года, снятый режиссёром Натальей Трощенко. Премьера состоялась 30 ноября 1981 года.

## Сюжет
Действия фильма происходят в годы Великой Отечественной войны. В белорусском городке, оккупированном гитлеровцами, баба Вера собирает под своей крышей детей-сирот. Её дом служит также местом для встреч партизанских связных. Немецкий разведчик Эрих, маскируясь под бывшего завуча Романа Паскевича, начинает проверять это место, подозревая о связях с партизанами. Один из подпольщиков разоблачает Эриха, однако ему удается скрыться. Баба Вера пытается переправить детей в лес, но немцы задерживают их и отправляют на станцию, где планируется их использование в качестве доноров. В результате попытки спасти детей баба Вера погибает от огня охраны. В ответ партизаны разрабатывают план освобождения детей. В ходе операции Эрих, проникнувший в отряд и пытавшийся помешать партизанам, также погибает.

## В ролях
- Галина Макарова — баба Вера
- Ирина Резникова — Настя
- Андрей Толубеев — Эрих-Роман
- Иван Сидоров — Фёдор
- Юрий Соловьёв — командир отряда
- Аркадий Трусов — дед
- Дети в доме бабы Веры:
- Наташа Васильева
- Оля Васильева
- Антон Гранат
- Даниил Гинкас
- Соня Джишкариани
- Оля Канаева
- Сергей Мальцев
- Дима Некрасов
- Андрей Топников
- Ира Федосеева
- Лена Хапшоносова
- В эпизодах:
- Анда Зайце
- В. Волков
- Валентин Головко
- Светлана Гайтан
- Виктор Евграфов
- Сергей Заморев
- Фёдор Никитин
- Дмитрий Зебров
- Ольга Торбан
- Н. Тимофеев
- Александр Липов
- Николай Федорцов
- Наталья Христофорова
- Эрик Валтерер
- Виталий Талапин

## Съёмочная группа
- Автор сценария: Самсон Поляков
- Режиссёр-постановщик: Наталья Трощенко
- Оператор-постановщик: Александр Чечулин
- Художник-постановщик: Елена Фомина
- Композитор: Владислав Успенский
- Звукооператор: Григорий Эльберт
- Режиссёр: Ю. Трубников
- Оператор: С. Филановский
- Художник-декоратор: Виктор Иванов
- Костюмы: Н. Лев
- Гримёр: О. Телова
- Монтажёр: Анна Бабушкина
- Ассистенты режиссёра: Г. Изотова, А. Шишин, Л. Бергер
- Ассистенты оператора: И. Бибеев, С. Иванов
- Главный консультант: Григорий Туршатов
- Консультанты: Владимир Быстров, Василий Борисов
- Постановщик трюков: Николай Ващилин
- Редактор: Ирина Тарсанова
- Директор картины: Р. Вольман
- Симфонический оркестр Ленинградской государственной филармонии им. Д. Шостаковича (дирижёр Юрий Серебряков)

## Критика
Критик Л. Авилова проанализировала фильм в журнале «Советский экран». Она написала, что образ бабы Веры, исполненный замечательной, по мнению Авиловой, белорусской актрисой Галиной Макаровой, воплощает в себе представление зрителей о несгибаемом мужестве и духовной стойкости советских людей. Положительно также была оценена актёрская игра Андрея Толубеева, исполняющего роль гестаповца Эриха. В завершении своей статье критик подчеркнула, что «некоторые эпизоды затянуты, ряд сюжетных линий недостаточно проработан драматургически», но создателям ленты «удалось главное — они сложили суровый и волнующий гимн золотому сердцу народному».
Критик Ф. Маркова в газете «Советская культура» также положительно оценила фильм, отметив, что в нём чувствуется «некоторая режиссёрская скованность, боязнь отступить от привычного, традиционного».